# Chapelle Saint-Jean-Marie-Vianney de Nice
La chapelle Saint-Jean-Marie Vianney de Nice, également appelée chapelle du Jean-Marie Vianney, curé d'Ars-sur-Formans, se situe au cœur du quartier populaire de Las Planas. Elle fut construite en juin 1964, à la suite de la forte expansion démographique du quartier. Elle vit le jour grâce l’impulsion des Pères capucins de l’église Saint-Barthélémy, et de Mgr Jean Mouisset.
La chapelle est une construction légère de style moderne, très sobre aussi bien intérieurement qu'extérieurement. Elle ne possède pas de clocher.